# Acanthocrios
Acanthocrios is een geslacht van wantsen uit de familie van de Cimicidae (Bedwantsen). Het geslacht werd voor het eerst wetenschappelijk beschreven door Del Ponte & Riesel in 1758.

## Soorten
Het genus is monotypisch en bevat alleen de volgende soort:

- Acanthocrios furnarii (Cordero & Vogelsang, 1928)